# Islote Mann
Die Islote Mann ist eine in nord-südlicher Ausdehnung 180 m lange Insel vor der Fallières-Küste des Grahamlands im Norden der Antarktischen Halbinsel. In der Neny Bay liegt sie 530 m südöstlich der Fitzroy-Insel.
Wissenschaftler der 1. Chilenischen Antarktisexpedition (1946–1947) benannten sie nach dem chilenischen Zoologen und Expeditionsteilnehmer Guillermo Mann Fischer (1919–1967).